# غاربايويلا
بلدية غاربايويلا (بالإسبانية: Garbayuela)‏, هي إحدى بلديات مقاطعة بطليوس, التي تقع في منطقة إكستريمادورا, والتي تقع في غرب إسبانيا.
يبلغ عدد سكانها 547 نسمة وفقاً لإحصائية سنة (2002).